# Quilpué
Quilpué ist eine Kommune und Stadt in Chile. Sie hat 149.596 Einwohner (Stand: 2017).

## Geographie und Klima
Quilpué liegt etwa 20 km östlich von Valparaíso in der Región de Valparaíso. Die Stadt liegt auf ca. 300 m Höhe. Das Klima ist meist trocken mit angenehmen Temperaturen.

## Geschichte
Quilpué erhielt am 25. April 1898 Stadtrechte von Präsident Federico Errázuriz Echaurren. Am 16. August 1906 wurde die Stadt von einem schweren Erdbeben erschüttert, bei dem 20 Bewohner das Leben verloren.
Von 1894 bis 2003 existierte eine deutsche Schule in Quilpué. Die Schule wurde danach nach El Salto verlegt.
Seit 1990 besitzt die Stadt einen Zoologischen Garten mit rund 700 Tierarten.

## Söhne und Töchter der Stadt
- Juan Alvarado (1893–1969), Fußballspieler
- Manuel Jeldes (1894–1949), Fußballspieler
- Fernando Campos (1923–2004), Fußballspieler
- Reinaldo Navia (* 1978), Fußballspieler
- Mauricio Rojas (* 1978), Fußballspieler
- José Contreras (* 1982), Fußballspieler
- Daniel González (* 1984), Fußballspieler
- Karl Heinz Reimann (* 1990), Fußballspieler
- Sebastián Ubilla (* 1990), Fußballspieler
- Camilo Ponce (* 1991), Fußballspieler